# 2008年7月

## 7月31日
- 美国航空航天局科学家宣布，凤凰号火星探测器在火星上加热土壤样本时鉴别出有水蒸气产生，从而确认火星上有水存在。新华网（页面存档备份，存于）
- 国际奥委会与北京奥组委达成协议，在2008年北京奥运会期间取消对所有互联网访问的限制。腾讯网[]
- 联合国安理会一致投票决定派往苏丹达尔富尔地区的联合国维和部队的任务延长一年。BBC中文网（页面存档备份，存于）

## 7月30日
- 前波黑塞族共和国总统卡拉季奇被塞尔维亚政府引渡到设在荷兰海牙的联合国前南问题国际刑事法庭受审。新华网
- 土耳其憲法法院经投票没有通过土耳其首席检察官以破坏土耳其宪法世俗原则为由提交的取缔执政党正義與發展黨一案。國際先驅論壇報（页面存档备份，存于）新华网 Archive.today的存檔，存档日期2013-04-28
- 受腐败丑闻影响的以色列总理、前进党主席奥尔默特宣布，待9月前进党新任主席选举产生后，他将辞去总理职务。新华网 Archive.today的存檔，存档日期2013-04-28

## 7月29日
- 伊朗總統艾哈邁迪內賈德在不結盟運動部長會議上表示，美國與各大國是世界問題的根源，而時間在發展中國家的一方。美聯社（页面存档备份，存于）
- 美國阿拉斯加州參議員泰德·史蒂文斯被控以七項在房屋裝修時收取回扣的罪名。美聯社（页面存档备份，存于）
- 韩国总理韩升洙前往与日本有主权争议的独岛进行访问，成为首位登上独岛的韩国总理。新华网（页面存档备份，存于）
- 国际奥林匹克委员会与伊拉克政府在瑞士洛桑达成协议，在伊拉克作出将选举产生独立的国家奥委会的承诺下，国际奥林匹克委员会决定恢复伊拉克参加2008年北京奥运会的资格。中国新闻网（页面存档备份，存于）新华网（页面存档备份，存于）
- 世界贸易组织为拯救多哈回合谈判举行的小型部长级会议在瑞士日内瓦未能就农业和非农产品市场准入等争议问题取得突破，谈判宣告失败。新浪网（页面存档备份，存于）

## 7月28日
- 台风凤凰在台湾花莲县一带登陆，共造成2人死亡，6人受伤，农业损失近3亿新台币。BBC中文网（页面存档备份，存于）新华网（页面存档备份，存于）

## 7月27日
- 2008年环法自行车赛在巴黎香榭丽舍大街落幕，西班牙车手萨斯特雷获得总冠军。新华网 Archive.today的存檔，存档日期2013-04-28
- 土耳其最大城市伊斯坦堡發生兩宗炸彈爆炸，至少17死150傷。BBC（页面存档备份，存于）新华网 Archive.today的存檔，存档日期2013-04-28

## 7月26日
- 一個名為「突厥斯坦伊斯蘭黨」的疆獨組織透過錄影帶宣稱近數月來在中國各地，包括本周在雲南昆明的襲擊為其所為。組織所指涉地區的公安均否認所指襲擊與該組織有關。法新社大公網
- 美國總統候選人巴拉克·奧巴馬抵達外交之旅的最後一站，英國首都倫敦。BBC（页面存档备份，存于）
- 印度古吉拉特邦艾哈迈达巴德市发生18起连环爆炸案，共造成45人死亡，100多人受伤。新华网 Archive.today的存檔，存档日期2013-04-28新华网（页面存档备份，存于）

## 7月25日
- 紐約9月期油繼續下跌，收市報123.26美元。Marketwatch（页面存档备份，存于）
- 蘇格蘭民族黨的約翰·梅森在蘇格蘭格拉斯哥東選區擊敗英國工黨的候選人，加深了首相白高敦的政治危機。BBC（页面存档备份，存于）
- 印度班加羅爾一天內發生八宗炸彈爆炸，造成一死八傷。印度時報（页面存档备份，存于）
- 美國總統候選人約翰·麥凱恩在科羅拉多州阿斯彭與第十四世達賴喇嘛會面。福克斯（页面存档备份，存于）

## 7月24日
- 国际奥林匹克委员会以伊拉克政府对本国的体育运动进行政治干预为由，正式取消伊拉克参加2008年北京奥运会的资格。新华网（页面存档备份，存于）

## 7月23日
- 佛得角正式加入世界贸易组织，成为该组织第153个成员。新华网（页面存档备份，存于）
- 美国Google公司正式推出Knol在线百科服务，与维基百科不同，Knol每篇文章只有一位署名作者，并且可以和作者进行广告收入分成。人民网

## 7月22日
- 印度总理曼莫汉·辛格领导的团结进步联盟政府在议会信任投票中获得多数支持，此前印度左翼陣線因反对政府推进印美核能合作而放弃对其支持。新华网（页面存档备份，存于）

## 7月21日
- 尼泊尔制宪会议举行总统选举的第二轮投票，尼泊尔大会党候选人拉姆·亚达夫击败尼泊尔共产党（毛主义）候选人拉姆·辛格，将出任尼泊尔首任总统。新华网（页面存档备份，存于）

- 被联合国前南问题国际刑事法庭指控在波黑战争期间犯有种族灭绝罪和反人类罪，并被通缉12年多的前波黑塞族共和国总统卡拉季奇在塞尔维亚境内被捕。新华网（页面存档备份，存于）

- 津巴布韦发行面额为1000亿津巴布韦元的钞票，以应付该国年通货膨胀率高达2,200,000%的恶性通货膨胀。中国新闻网

## 7月20日
- 希斯·萊傑的遺作《蝙蝠俠—黑夜之神》打破美國周末票房紀錄，達1.584億美元。Entertainment Weekly（页面存档备份，存于）

## 7月19日
- 尼泊尔制宪会议举行自尼泊尔废除君主制之后的首次总统选举，会议选举委员会官员说没有候选人获得简单多数，因此未能产生总统。新华网新华网
- 津巴布韦当局宣布发行面值为1,000亿津元的钞票，以应付恶性通货膨胀导致的货币短缺问题。CNN（页面存档备份，存于）
- 欧盟，美国、俄罗斯、中国、英国、法国、德国六国和伊朗代表就伊朗核问题在瑞士日内瓦举行会谈。新华网（页面存档备份，存于）

· 香港小姐在7月19日舉行決賽， 在香港會議展覽中心舉行，季軍是馬賽，亞軍是陳倩揚，冠軍是張舒雅

## 7月17日
- 卡玫基颱風在台灣南部登陸，造成至少6人死亡，6人失蹤，農業損失超過1.1億元新台幣。新华网 Archive.today的存檔，存档日期2013-04-28路透（页面存档备份，存于）
- 比利时国王阿尔贝二世拒绝首相莱特姆提出的内阁总辞请求，并要求内阁尽最大努力继续促成国内各方对话。新华网（页面存档备份，存于）
- 新列入世界遗产名录的柏威夏寺所引发的泰国和柬埔寨之间的领土争端进一步升级，两国共派出1200名士兵在柏威夏寺附近的边界地区展开对峙。新华网（页面存档备份，存于）中国新闻网

## 7月16日
- 黎巴嫩真主党向以色列移交了两名在2006年黎以冲突中俘获的以色列士兵的尸体，以换取以色列移交5名黎巴嫩囚犯和200具黎巴嫩和巴勒斯坦武装人员的尸体。BBC中文网（页面存档备份，存于）新华网（页面存档备份，存于）
- 原油價格連續第二天大幅回落。紐約八月期油一度報132.30美元一桶。明報即時新聞 （页面存档备份，存于）
- 马来西亚前副总理、反对党领导人安瓦尔·易卜拉欣被警方以其涉嫌鸡奸一名男助手而逮捕。中國時報新华网 Archive.today的存檔，存档日期2013-04-28
- 斯里兰卡政府军攻下反政府武装泰米尔伊拉姆猛虎解放组织设在北部马纳尔地区的一处主要的海上武装基地。新华网（页面存档备份，存于）
- 埃及北部城市马特鲁发生火车与汽车相撞事故，至少造成42人死亡，40人受伤。新华网 Archive.today的存檔，存档日期2013-04-28

## 7月15日
- 美國對被囚禁在關塔那摩的涉嫌恐怖份子的盤問片段曝光。彭博（页面存档备份，存于）
- 日本漁民罷工，抗議高油價。路透社（页面存档备份，存于）
- 44歲旅日中國女作家楊逸以題為《時光滲出的早晨》贏得第139屆芥川獎，成為首位獲得這項文學獎的中國人。中央廣播電台[]

## 7月14日
- 委内瑞拉小姐迪亚娜·门多萨在越南芽庄举行的第57届环球小姐总决赛中获得环球小姐的桂冠。新华网
- 设在荷兰海牙的国际刑事法院的检察官指控苏丹总统巴希尔在达尔富尔地区犯有战争罪行，并请求法庭向巴希尔发出逮捕令。 新华网（页面存档备份，存于）BBC中文网（页面存档备份，存于）
- 位于柯依伯带的小行星136472被国际天文学联合会正式命名为“Makemake”，并归类为矮行星和类冥王星。Universe Today（页面存档备份，存于）网易

## 7月13日
- 教宗本篤十六世抵達澳洲悉尼，準備出席世界青年節活動。CTV（页面存档备份，存于）
- 欧盟27个成员国和16个地中海沿岸非欧盟成员国的领导人在法国巴黎举行地中海首脑会议，正式宣告地中海联盟成立。中国新闻网新华网（页面存档备份，存于）
- 世界第二大啤酒集团、时代啤酒的生产商英博集团宣布将以520亿美元的价格收购世界第三大啤酒集团、百威啤酒的生产商安海斯-布希公司。财经网（页面存档备份，存于）路透社（页面存档备份，存于）
- 阿富汗塔利班武装人员在库纳尔省向美军和阿富汗政府军驻守的一处基地发动袭击，造成9名美军士兵阵亡。新华网

## 7月12日
- 六方會談團長會議在北京結束，會上確立了驗證朝鮮核設施的具體步驟。新華網

## 7月11日
- 美国苹果公司新一代智能手机iPhone 3G在全球22个国家和地区同时发售。BBC（页面存档备份，存于）新华网（页面存档备份，存于）
- 馬來西亞首相阿都拉·巴达威宣佈在2010年辭去巫統主席一職。美聯社[]
- 一名韩国女游客在朝鲜金刚山观光地区旅游时，因误入朝鲜的军事禁区而被朝鲜军队射杀身亡，韩国政府随即宣布暂停韩国游客赴金刚山旅游项目。BBC中文网（页面存档备份，存于）
- 俄罗斯和中国在联合国安理会投票否决美国起草的一份制裁津巴布韦的决议草案。新华网（页面存档备份，存于）
- 总部位于美国加利福尼亚州的印地麦克银行因受次贷危机的影响而宣告破产，随即被美国政府的联邦存款保险公司接管。BBC中文网（页面存档备份，存于）新华网

## 7月10日
- 到訪格魯吉亞的美國國務卿賴斯呼籲兩個尋求獨立的地區停止分裂活動。法新社[]
- 曾在1981年以小说《午夜的孩子》获得布克奖的英国作家萨尔曼·拉什迪获得“最佳布克奖”，这是庆祝布克奖创立40周年的特别奖项。中国新闻网

## 7月9日
- 伊朗伊斯兰革命卫队试射9枚射程不等的导弹，其中包括流星3型中程弹道导弹，射程达2000多公里，可将以色列纳入射程范围。新华网 Archive.today的存檔，存档日期2013-04-28
- 北约各成员国代表在比利时布鲁塞尔的北约总部签署了阿尔巴尼亚和克罗地亚加入北约的议定书。新华网（页面存档备份，存于）
- 美國駐土耳其伊斯坦堡的領事館發生槍擊事件，三名槍手和三名警察死亡，一外槍手逃脫。CNN
- 阿根廷的莫雷諾冰川在冬季出現崩塌現象。法新社
- 印度向国际原子能机构提交印度核设施安全防护条约草案，这是印度和美国核能合作协议实施的关键一步。路透社（页面存档备份，存于）

## 7月8日
- 美國與捷克簽署反導彈協議，引起俄羅斯不滿。路透社（页面存档备份，存于）
- 在加拿大魁北克市舉行的第32世界遺產大會上，27處被地點列入世界遺產名錄。其中巴布亞新畿內亞、沙烏地阿拉伯、聖馬力諾和瓦努阿圖首度有地點入選。聯合國新聞中心（页面存档备份，存于） 新华网（页面存档备份，存于）

## 7月7日
- 第34届八国集团首脑会议在日本北海道洞爺湖町开幕，气候变化、世界经济、非洲发展等问题是此次峰会的重要议题。和讯网
- 位于阿富汗首都喀布尔的印度驻阿富汗大使馆外发生自杀式炸弹袭击事件，至少造成41人死亡，141人受伤。新华网（页面存档备份，存于）

## 7月6日
- 西班牙运动员纳达尔在2008年温布尔登网球锦标赛男子单打决赛中以3:2战胜瑞士运动员费德勒获得冠军。新华网
- 中国福建土樓、沙特阿拉伯石谷考古遗址、毛里求斯莫纳山文化景观和伊朗亚美尼亚修道院群四處地點在加拿大魁北克市舉行的第32屆世界遺產大會上被列入最新一批世界文化遗产。聯合國新聞中心（页面存档备份，存于）
- 在巴基斯坦伊斯兰堡红色清真寺附近举行的一个纪念红色清真寺事件的周年集会上发生自杀式爆炸事件，造成10多人死亡，多数为警察。新华网（页面存档备份，存于）

## 7月5日
- 美国运动员维纳斯·威廉姆斯在2008年温布尔登网球锦标赛决赛中以2:0战胜其妹妹塞雷娜·威廉姆斯，第五次获得温布尔登网球锦标赛的女单冠军。新华网（页面存档备份，存于）

## 7月4日
- 中国大陆与台湾之间的两岸周末包机正式启动，共11家航空公司的18班包机直航海峡两岸，大陆居民赴台旅游首发团亦搭乘当日包机启程。聯合報[]中国新闻網中国新闻网（页面存档备份，存于）

## 7月3日
- 马来西亚副首相纳吉·阿都拉萨助理阿都拉萨·巴金达所聘用的私家侦探巴拉苏巴马廉（P Bala Subramaniam）揭露纳吉与蒙古女郎阿尔丹杜雅·沙丽布（Altantuya Shaariibuu）拥有性关系，而阿丹杜雅更是马来西亚向法国购买潜水艇的中间人，并曾经向纳吉索取50万美元的佣金。巴拉指出，虽然他接受警方录取口供书时，曾告知纳吉与阿丹杜雅拥有亲密的关系，但是警方却把这些惊人的内容删除，没纳入其供词里头，检控官也没有在法庭上盘问他此事。当今大马 （页面存档备份，存于）
- 格鲁吉亚军队使用迫击炮、火箭筒和轻武器向南奥塞梯首府茨欣瓦利等三个地方进行攻击，造成至少3人死亡。中国新闻网（页面存档备份，存于）
- 保加利亚首都索非亚郊区的一处存放待销毁的军火的仓库发生数起强烈爆炸，致使当地机场关闭。新华网 Archive.today的存檔，存档日期2013-04-28

## 7月2日
- 一名巴勒斯坦男子驾驶推土机在耶路撒冷街头向过往汽车发动袭击，在杀死3人后被以色列警方击毙。新华网 Archive.today的存檔，存档日期2013-04-28
- 哥伦比亚政府宣布，其政府军在一次行动中解救出15名被反政府武装哥伦比亚革命武装力量扣押的人质，其中包括扣押了六年之久的前总统候选人贝当古。新华网 Archive.today的存檔，存档日期2013-04-28

## 7月1日
- 法国开始接任欧盟轮值主席国。BBC中文網（页面存档备份，存于）
- 波蘭拒簽里斯本條約。聯合報（页面存档备份，存于）
- 中国上海闸北政法大楼发生暴力袭警案，一名凶手携带匕首、燃烧瓶等武器闯进大楼内，刺死6名警察，刺伤3名警察和1名保安。美国之音中文網 网易 BBC中文网（页面存档备份，存于）新华网（页面存档备份，存于）
- 在蒙古国首都乌兰巴托发生反对执政的蒙古人民革命党在议会选举中获得多数议席的大规模示威抗议后，总统恩赫巴亚尔宣布从2日起实施为期4天的紧急状态。BBC中文网（页面存档备份，存于）新华网（页面存档备份，存于）